# 希曼和赫布
希曼和赫布州，通称希曼和赫布，是索马里中部的一个自治地方，首府是阿达多。
该政权成立于2008年。2014年1月，希曼和赫布当局领导人宣布他们已经同索马里联邦政府建立起临时关系。